# Oulon
Oulon ist eine französische Gemeinde mit 64 Einwohnern (Stand 1. Januar 2022) im Département Nièvre in der Region Bourgogne-Franche-Comté (vor 2016 Bourgogne). Sie gehört zum Arrondissement Cosne-Cours-sur-Loire und zum Kanton La Charité-sur-Loire (bis 2015 Kanton Prémery). Die Bewohner werden Oulonnais und Oulonnaises genannt.

## Nachbargemeinden
Oulon liegt etwa 27 Kilometer nordöstlich von Nevers.
Nachbargemeinden von Oulon sind Montenoison im Norden und Osten, Moussy im Osten und Südosten, Saint-Franchy im Südosten, Lurcy-le-Bourg im Süden, Prémery im Südwesten sowie Giry im Westen und Nordwesten.

## Bevölkerungsentwicklung
| Jahr                       | 1962 | 1968 | 1975 | 1982 | 1990 | 1999 | 2006 | 2011 | 2016 |
| -------------------------- | ---- | ---- | ---- | ---- | ---- | ---- | ---- | ---- | ---- |
| Einwohner                  | 156  | 130  | 99   | 77   | 84   | 83   | 85   | 73   | 66   |
| Quellen: Cassini und INSEE |      |      |      |      |      |      |      |      |      |

## Sehenswürdigkeiten
- Kirche Saint-Andoche aus dem 16. Jahrhundert
- Schloss Giry aus dem 16. Jahrhundert

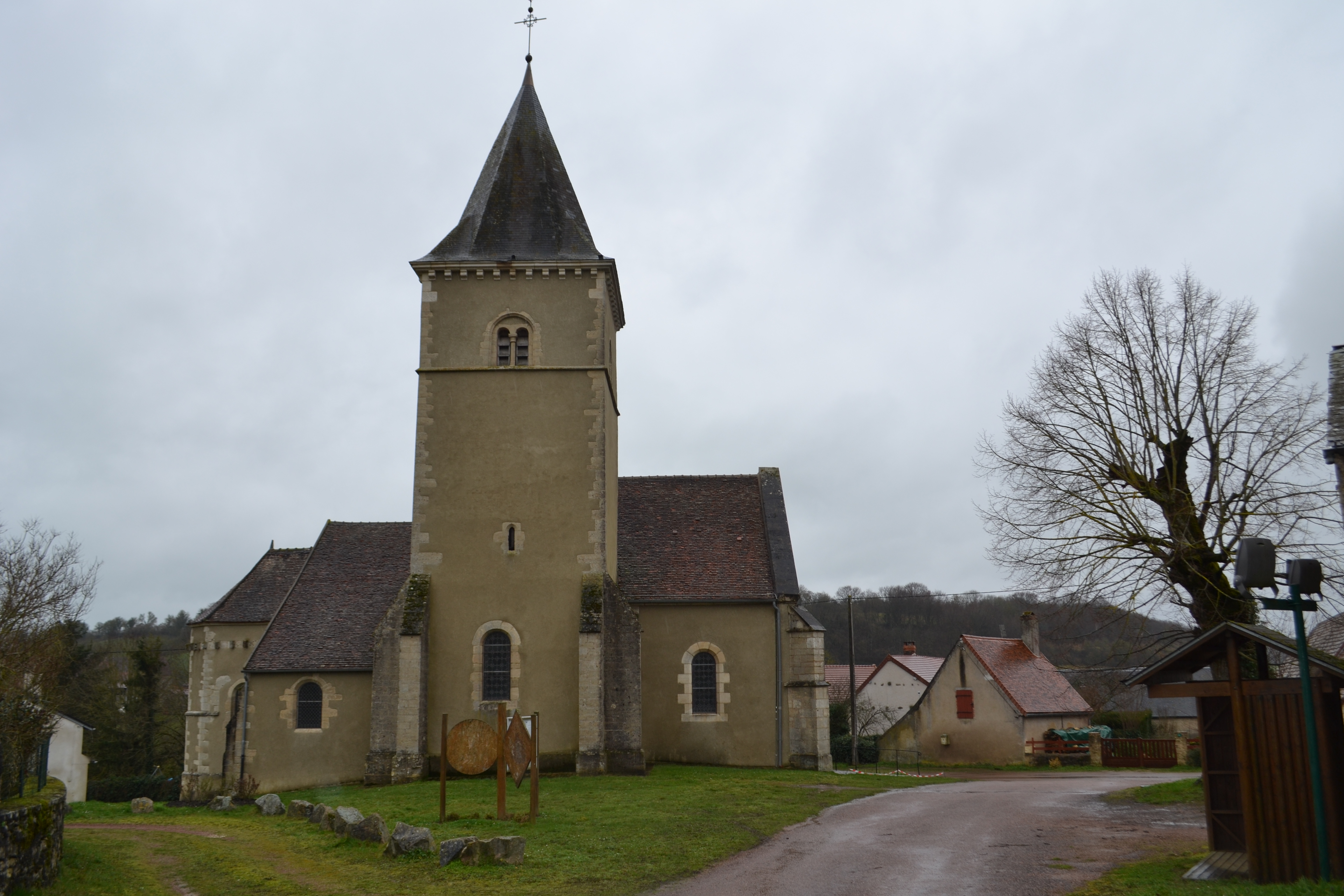
Kirche Saint-Andoche